# Anouk Saint Jours
Anouk Saint Jours (1º maggio 1980) è una pentatleta francese.

## Palmarès
In carriera ha conseguito i seguenti risultati:
- Europei

Székesfehérvár 2000: bronzo nel pentathlon moderno a squadre.